# Кивиниеми, Мари
Ма́ри Йоха́нна Ки́виние́ми (фин. Mari Johanna Kiviniemi; род. 27 сентября 1968, Сейняйоки, провинция Южная Похьянмаа (Южная Остроботния), Финляндия) — финский политик и государственный деятель, Премьер-министр Финляндии (2010—2011), председатель партии Финляндский центр (2010—2012).

## Биография
Училась в средней школе в Яласъярви. Во время обучения в лицее ездила по программе обмена на один год в Германию. В 1988 году поступила в Хельсинкский университет, изучала национальную экономику. С тех пор она переселилась в Хельсинки.
В 1995 году была впервые избрана в Эдускунту (парламент Финляндии). В 1996 году вышла замуж. Последние десять лет живёт в Хельсинки, в районе Тёёлё.
Получила политологическое образование, специалист в вопросах государственного строительства. С 2005 по 2006 год занимала пост министра внешней торговли и развития. С 19 апреля 2007 года — министр по делам регионов.
12 июня 2010 года была избрана председателем партии Финляндский центр.
22 июня 2010 года заняла должность премьер-министра, сменив на этом посту Матти Ванханена. Мари Кивиниеми стала 62-м премьер-министром Финляндии и второй женщиной, занявшей этот пост (после Аннели Яаттеэнмяки, которая была премьер-министром в 2003 году). Возглавляемое ею правительство стало 71-м по счёту кабинетом министров в истории страны.

## Семья
Мари Кивиниеми замужем. Супруг — Ю́ха Ло́ухивуори (фин. Juha Louhivuori). У них двое общих детей Ха́нна (р. 1997) и А́нтти (р. 2000), а также два сына Юхи от предыдущего брака — Ве́рнери и Ва́лттер.